# Darcy Blake
Pour les articles homonymes, voir Blake.
Darcy Blake (né à New Tredegar le 13 décembre 1988) est un footballeur gallois évoluant au poste de défenseur au Crystal Palace Football Club. Joueur polyvalent, il peut aussi évoluer au poste de milieu défensif.
Après avoir été régulièrement sélectionné en équipe du pays de Galles espoirs, il participe depuis 2010 aux matchs de l'équipe du pays de Galles dont il devient un élément indispensable dès l'année suivante.

## Carrière

### Cardiff City

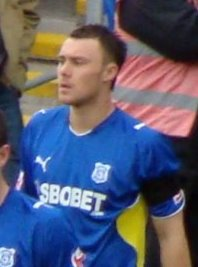
Blake sous le maillot de Cardiff City.

À l'âge de 17 ans, Darcy Blake rejoint l'équipe professionnelle Cardiff City en même temps que Chris Gunter, tous deux ayant été formés au club dans les sections de jeunes joueurs. Il était prévu que leur contrat soit signé pour leurs 18 ans, mais Lee Robinson, manager de l'équipe espoir de Cardiff, indique à l'époque : « En reconnaissance de leur dur travail et de leurs efforts, Dave Jones [l'entraîneur de l'équipe première de Cardiff] les a faits professionnels six mois plus tôt. » L'arrivée de Blake à Cardiff se fait en 1999, à l'âge de 10 ans. Il est alors incorporé au centre de formation du club. Le 17 avril 2006, il fait ses débuts officiels sous le maillot de Cardiff, à l'occasion d'une rencontre sur le terrain de Crewe Alexandra (1-1). Blake rentre en jeu à la 87e minute. Il doit attendre le 20 février 2007 pour connaître sa première titularisation, à l'occasion du match WBA-Cardiff, que les Gallois perdent 0-1.
Lors de la saison suivante, Blake ne peut prétendre à une place en équipe première et doit se contenter de matchs avec l'équipe réserve. Néanmoins, à l'occasion de la blessure de plusieurs cadres de l'équipe, il est appelé par Dave Jones et remplace Kevin McNaughton à la 87e lors du match de FA Cup contre Middlesbrough remporté 1-0 le 9 mars 2008. Dès lors, sa saison est lancée ; il joue 12 matchs avant le mois de mai.
En 2008-2009, il joue neuf matchs, dont sept en championnat, profitant d'une blessure de McNaughton pour le remplacer. Son manque de temps de jeu le pousse à être prêté la première partie de la saison suivante au club de Plymouth Argyle qui, comme Cardiff, évolue en Championship. Il joue sept rencontres à Plymouth malgré une suspension de trois matchs en raison d'un carton rouge reçu contre Ipswich Town. Le 31 décembre 2009, il quitte Plymouth et rejoint Cardiff où il devient dès lors un membre cadre de l'équipe, jouant 21 matchs de championnat et 3 de coupe. Il conserve dès lors sa place de titulaire et signe, en octobre 2010, une prolongation de son contrat à Cardiff. Durant cette période, il devient international gallois de plus en plus régulièrement, ce qui l'amène à déclarer vouloir s'imposer à Cardiff comme en équipe du pays de Galles.
Si, lors de la saison 2011-2012, le nouvel entraîneur du club, Malcolm Mackay, déclare être impressionné par les performances de Blake sous le maillot gallois, et l'incite à de telles prestations avec Cardiff, il ne titularise pas systématiquement le jeune Gallois dans la défense de Cardiff. Au lendemain de l'impressionnante victoire de l'équipe du pays de Galles en Bulgarie (0-1), à la mi-octobre 2011, l'ancien attaquant gallois Iwan Roberts enjoint Blake à quitter Cardiff si l'on ne peut lui assurer une place de titulaire. Fin décembre, alors que le marché des transferts s'apprête à rouvrir, après 8 matchs de championnat joués sur 23 possibles, Mackay éprouve la nécessité d'indiquer qu'il n'a nullement l'intention de se séparer de son joueur, ni en transfert, ni même en prêt. Dans les semaines qui suivent, une blessure du défenseur écossais Kevin McNaughton permet à Blake de jouer consécutivement plusieurs rencontres.
Le 26 février 2012, il prend même part à la finale de coupe de la Ligue anglaise de football, qui oppose Cardiff City à Liverpool au stade de Wembley devant près de 90 000 spectateurs, match que remporte Liverpool aux tirs au but, entrant à la 106e minute du match. Pourtant, peu utilisé par l'entraîneur, il rejette une proposition de prolongation de contrat avec son club au début du mois d'août 2012 et entreprend des discussions avec un autre club de Championship, Crystal Palace. Le transfert est finalement annoncé pour un montant de 350 000 £.

### Sélections internationales

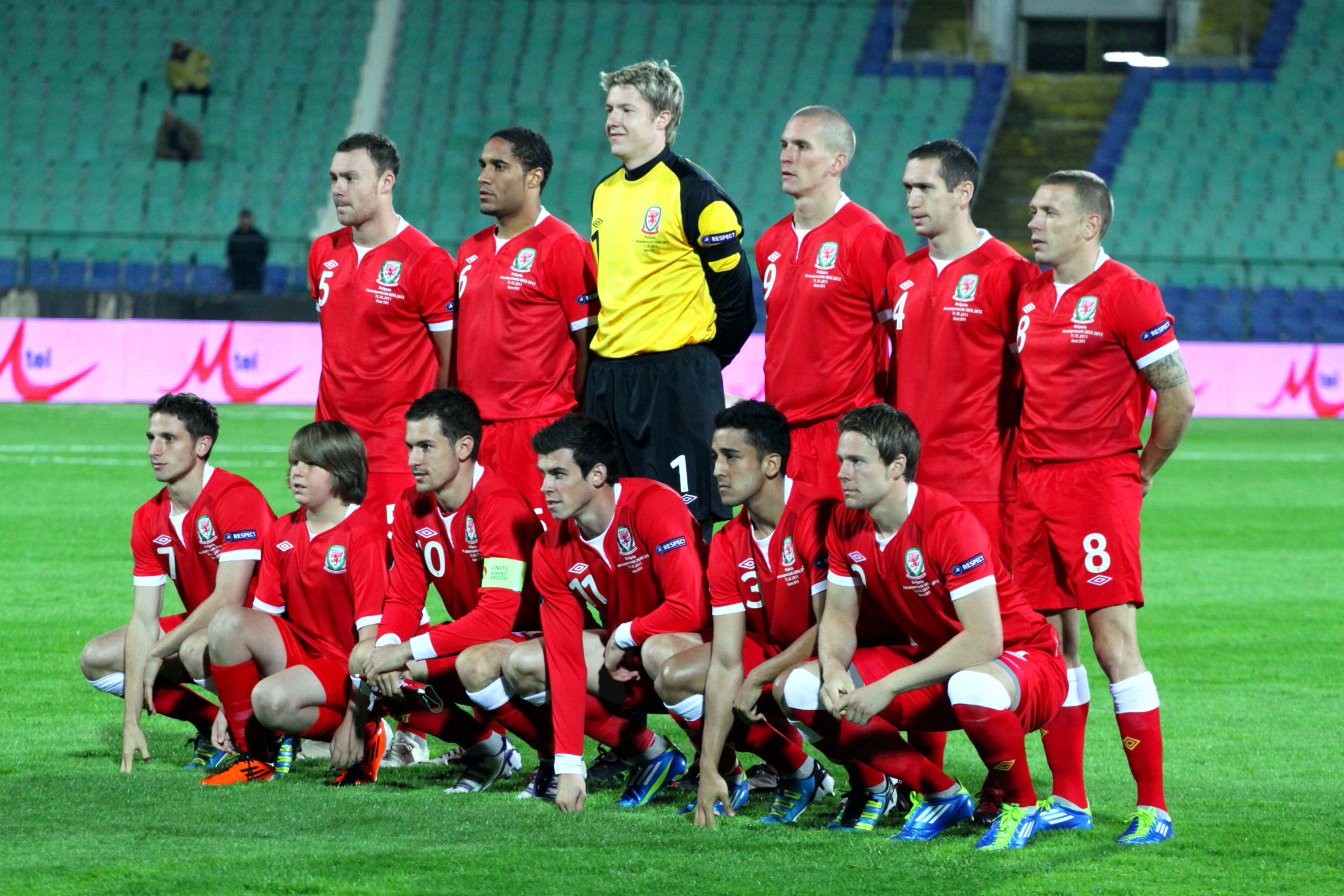
L'équipe du pays de Galles le 11 octobre 2011. Darcy Blake, portant le no 5, est debout, premier à gauche.

Après ses prestations convaincantes sous le maillot de Cardiff, Blake attire l'attention du sélectionneur du pays de Galles, John Toshack, qui le sélectionne pour la campagne d'éliminatoires du championnat d'Europe 2012. Mais il n'est pas titularisé lors du première match, contre le Monténégro et, à la suite de la défaite galloise lors de ce match (0-1), Toshack démissionne de son poste de sélectionneur le 9 septembre 2010.
Blake doit attendre le 12 octobre 2010 pour connaître sa première titularisation. À cette occasion, le pays de Galles s'incline 1-4 en Suisse dans le cadre des éliminatoires du championnat d'Europe 2012. Lors de ce match, Blake est titulaire mais il est remplacé à la 54e minute par Christian Ribeiro. Lors de sa deuxième sélection, le 25 mai 2011, il joue la totalité de la rencontre opposant le pays de Galles à l'Écosse dans le cadre de la Nations Cup, à Dublin (Irlande), le pays de Galles étant battu 1-3.
Il inscrit son premier but international le 10 août 2011 à l'occasion du match amical pays de Galles-Australie. Menés 0-2 après 60 minutes de jeu, le pays de Galles réduit la marque 1-2 par l'intermédiaire de Blake à la 82e qui marque de la tête sur un corner tiré par Gareth Bale. Dès lors, Blake est de toutes les sorties de la sélection galloise, d'abord contre l'Angleterre en septembre 2011, où il réalise une prestation exceptionnelle, malgré une défaite, puis, en octobre, contre la Suisse puis la Bulgarie, deux matchs que remportent les Gallois.

#### But international
|    | Date         | Lieu                                          | Adversaire | Résultat | Compétition |
| -- | ------------ | --------------------------------------------- | ---------- | -------- | ----------- |
| 1. | 10 août 2011 | Cardiff City Stadium, Cardiff, pays de Galles | Australie  | 1-2      | Amical      |

## Statistiques détaillées
| Saison                | Club                  | Championnat           | Championnat | Championnat | Coupe(s) nationale(s) | Coupe(s) nationale(s) | Pays de Galles | Pays de Galles | Total | Total |
| Saison                | Club                  | Division              | M.          | B.          | M.                    | B.                    | M.             | B.             | M.    | B.    |
| 2005 - 2006           | Cardiff City          | Championship          | 1           | 0           | -                     | -                     | -              | -              | 1     | 0     |
| 2006 - 2007           | Cardiff City          | Championship          | 10          | 0           | 1                     | 0                     | -              | -              | 11    | 0     |
| 2007 - 2008           | Cardiff City          | Championship          | 8           | 0           | 4                     | 0                     | -              | -              | 12    | 0     |
| 2008 - 2009           | Cardiff City          | Championship          | 7           | 0           | 2                     | 0                     | -              | -              | 9     | 0     |
| Sous-total            | Sous-total            | Sous-total            | 26          | 0           | 7                     | 0                     | 0              | 0              | 33    | 0     |
| 2009 - 2010           | Plymouth Argyle       | Championship          | 7           | 0           | -                     | -                     | -              | -              | 7     | 0     |
| Sous-total            | Sous-total            | Sous-total            | 7           | 0           | 0                     | 0                     | 0              | 0              | 7     | 0     |
| 2009 - 2010           | Cardiff City          | Championship          | 21          | 0           | 3                     | 0                     | -              | -              | 24    | 0     |
| 2010 - 2011           | Cardiff City          | Championship          | 28          | 0           | 2                     | 0                     | 2              | 0              | 32    | 0     |
| 2011 - 2012           | Cardiff City          | Championship          | 22          | 0           | 6                     | 0                     | 7              | 1              | 35    | 1     |
| 2012 - 2013           | Cardiff City          | Championship          | -           | -           | -                     | -                     | 1              | 0              | 1     | 0     |
| Sous-total            | Sous-total            | Sous-total            | 71          | 0           | 11                    | 0                     | 10             | 1              | 92    | 1     |
| 2012 - 2013           | Crystal Palace        | Championship          | 7           | 0           | 1                     | 0                     | 4              | 0              | 12    | 0     |
| Sous-total            | Sous-total            | Sous-total            | 7           | 0           | 1                     | 0                     | 4              | 0              | 12    | 0     |
| Total sur la carrière | Total sur la carrière | Total sur la carrière | 111         | 0           | 19                    | 0                     | 14             | 1              | 144   | 1     |

## Palmarès
Cardiff City
- Coupe d'Angleterre : finaliste (1)
  - 2008
- Coupe de la Ligue : finaliste (1)
  - 2012